# Aa en Hunze
Aa en Hunze és un municipi de la província de Drenthe, al nord-est dels Països Baixos. L'1 de gener del 2021 tenia 25.399 habitants repartits sobre una superfície de 278,86 km² (dels quals 2,12 km² corresponen a aigua). El municipi deu el seu nom als rius Aa i Hunze.

## Centres de població
- Achter 't Hout
- Amen (Drenthe)
- Anderen
- Anloo
- Annen
- Annerveenschekanaal
- Balloërveld
- Balloo
- Bareveld
- Bonnen
- Bonnerveen
- Bosje
- Bovenstreek
- De Hilte
- Deurze
- Eext
- Eexterveen
- Eexterveenschekanaal
- Eexterzandvoort
- Ekehaar
- Eldersloo
- Eleveld
- Gasselte
- Gasselterboerveen
- Gasselterboerveenschemond
- Gasselternijveen
- Gasselternijveenschemond 1e Dwarsdiep
- Gasselternijveenschemond 2e Dwarsdiep
- Gasteren
- Geelbroek
- Gieten
- Gieterveen
- Gieterzandvoort
- Grolloo
- Kostvlies
- Marwijksoord
- Nieuw-Annerveen
- Nieuwediep
- Nijlande
- Nooitgedacht
- Oud-Annerveen
- Papenvoort
- Rolde
- Schipborg
- Schoonlo
- Schreierswijk
- Spijkerboor
- Streek
- Torenveen
- Veenhof
- Vredenheim

## Ajuntament
Des del 12 de setembre del 2019, l'alcalde del municipi és Anno Wietze Hiemstra del CDA. Els 21 membres del consistori municipal són, des del 2022:
| Partit           | Escons |
| ---------------- | ------ |
| Gemeentebelangen | 9      |
| VVD              | 3      |
| Esquerra Verda   | 3      |
| PvdA             | 3      |
| D66              | 2      |
| CDA              | 1      |
| Font:            |        |

## Agermanaments
- Żerków (Polònia)[4]